# Lucia Witbooi
Pour les articles homonymes, voir Witbooi.
Lucia Witbooi, née le 21 mars 1961 à Gabes (Sud-Ouest africain), est une femme politique et enseignante namibienne. 
Membre de la SWAPO, elle devient députée à l'Assemblée nationale après les élections de 2009, avant d'intégrer les gouvernements du président Hage Geingob en tant que vice-ministre de 2015 à 2020 et de 2023 à 2025. Elle est vice-présidente de la république de Namibie depuis le 22 mars 2025, sous la présidence de Netumbo Nandi-Ndaitwah.

## Biographie

### Situation personnelle
Lucia Witbooi est née le 21 mars 1961 à Gabes, un petit village proche de Karasburg situé aujourd'hui dans la région de ǁKaras, alors dans le territoire du Sud-Ouest africain administré par l'union d'Afrique du Sud. Elle se marie à l'âge de 21 ans avec Adam Hendrik Witbooi, neveu de l'homme politique Hendrick Witbooi et mort depuis dans un accident de la route, avec qui elle à trois enfants,,.
Elle obtient son certificat de fin d'études secondaires à la Suiderling Senior Secondary School en 1979. Elle poursuit ses études avec un certificat d'enseignement primaire supérieur de l'université de Namibie en 1987, puis continue à l'Azaliah College, où elle est diplômé en éducation en 1997, puis de nouveau à l'université de Port Elizabeth (en) en 1999. Elle exerce par la suite comme enseignante, notamment dans le village de Gibeon de la région de Hardap jusqu'à son élection à l'Assemblée nationale,.

### Parcours politique
Lucia Witbooi devient députée à l'Assemblée nationale pour la SWAPO après les élections législatives de 2009. Elle est réélue lors des élections de 2014, de 2019 puis celles de 2024.
En mars 2015, elle est nommée vice-ministre à l'Égalité des sexes et à la Protection de l'enfance dans le premier gouvernement du président Hage Geingob. Le 12 septembre 2023, elle revient dans l'exécutif au sein du gouvernement Geingob II en tant que vice-ministre de l'Intérieur, de l'Immigration, de la Sûreté et de la Sécurité, en remplacement de Daniel Kashikola,. 
Le 22 mars 2025, elle devient vice-présidente de la République après sa nomination par la nouvelle présidente du pays, Netumbo Nandi-Ndaitwah, élue lors de l'élection présidentielle de novembre 2024. C'est la première fois que la présidence et la vice-présidence sont occupées simultanément par des femmes depuis l'indépendance de la Namibie en 1990. Lucia Witbooi se voit confier dans son portefeuille la supervision des fonctions liées aux communautés marginalisées et handicapées,.